# Dugoratsko ljeto
Dugoratsko ljeto je kulturno-zabavna manifestacija koja se održava u Dugom ratu, Sumpetru, Dućama, Jesenicama, 
Održava se svake godine, a prvi put je održano 2001. godine.

5. Dugoratsko ljeto je trajalo od 27. lipnja do 26. srpnja 2006. godine.
U programu su bili koncerti zborova, otvoreno prvenstvo Hrvatske u streetballu, samostalne i skupne izložbe likovnih umjetnika i udruga, kazališne predstave, večer za mlade, "Poljička večer", večer folklora uz domaće KUD-ove, večer slavonske tamburice, klapski koncerti, izložba ratnih fotografija, koncerti ozbiljne i zabavne glazbe, Festival poljičkog soparnika, dječji festival "Glas Poljica".

## Vanjske poveznice
- Dugoratsko ljeto 2006.